# Musa Musai
Musa Musai (mac. Муса Мусаи; ur. 1 maja 1970 jako Musa Abdulkadri, mac. Муса Абдулкадри) – północnomacedoński psycholog, tłumacz i teolog muzułmański.

## Życiorys
W latach 1984–1988 uczęszczał do medresy imienia Isaka Beja w Kondowie. Kontynuował naukę w Stambule, kończąc tam w 1996 roku studia teologiczne; po dwóch latach ukończył studia z zakresu psychologii religii na Uniwersytecie Marmara. Na tej uczelni uzyskał stopień doktora w 2004 roku.
W 1998 roku został nauczycielem w Gostiwarze. W 2006 roku rozpoczął pracę w Novim Pazarze jako wykładowca islamistyki, został również dyrektorem fundacji Dituria z siedzibą w Gostiwarze.
Wziął udział w konferencjach naukowych poświęconych islamowi, które odbyły się w Skopje (2004), Strumicy (2005) i Prisztinie (2006).
Jest profesorem psychologii na Państwowym Uniwersytecie w Tetowie. Należy do kolegium redakcyjnego czasopisma Përmbledhje Punimesh, wydawanego na Wydziale Nauk Islamskich w Skopje.

## Prace[1]

### Publikacje naukowe
- Psikologjia e Agjërimit (1998)
- Anomalitë e kohës dhe evitimi i tyre (2001)
- Koncepti i Ndryshimit, Zhvillimit dhe Kualitetit në Kur'an (2001)
- Problemet Psikologjike Regresi Moralo-Etik dhe Mbrojtja e të Rinjëve (2001)
- Koncepti i Lirisë në Arsim (2002)
- Psikologjia e fesë si shkencë, Fakulteti i Shkencave Islame (2002)
- Psikologjia e festave në Islam - I (2004)
- Psikologjia e festave në Islam - II (2005)
- Amullia e Psikologjisë së Modernitetit (2006)
- Accumulation of Heavy Metals in Some Organs in Barbel and Chub from Crn Drim River in the Republic of Macedonia (2018)[2]
- Heavy metals in water and sediments of the upper course of the river Crn Drim (2019)[2]
- Length-weight relationship and condition factor of two cyprinid fishes Squalius squalus and Barbus rebeli from the river Crn Drim in the Republic of the North Macedonia (2020)[2]
- Relation between job involvement, attitude towards contemporary management and leadership styles in manufacturing and service companies’ managers (2022)[2]
- Teaching and learning oriented towards and in service of students learning styles (2022)[2]

### Opublikowane książki
- Integrimi i Identitetit-Fesë te Muslimanët e Ballkanit
- Psikologjia e Identitetit Fetar (2004)
- Perceptimet e Identitetit Fetar dhe Kombetare te Shqiptareve ne Maqedoni dhe Turqi (2005)

### Przetłumaczone artykuły
- Dija dhe Shkenca në Qytetërimin Islam Alparslana Açëkgença
- Psikologjia e Ibadetit Veysela Uysala (2005)
- Freudi dhe Feja Alego Kosego (2007)
- Tre Muhammeda, dy imagjinata, një e vërtetë Mustafy Islamoglu (2007)

## Życie prywatne
Żonaty, ojciec dwóch dzieci.